# Третий дивизион чемпионата мира по хоккею с шайбой среди юниорских команд 2024
Чемпионат мира по хоккею с шайбой среди юниорских команд 2024 года в III-м дивизионе — спортивное соревнование по хоккею с шайбой под эгидой ИИХФ, которое состоялось в 2024 году: в группе А с 4 по 10 марта в крупнейшем турецком городе Стамбуле и в группе В, с 4 по 7 марта во второй раз подряд в одной из столиц ЮАР Кейптауне.

## Регламент
По итогам турнира в группе А: команда, занявшая первое место, получит право играть в группе B второго дивизиона чемпионата мира 2025 года, а команда, занявшая последнее место, переходит в группу B.
По итогам турнира в группе B: команда, занявшая первое место, получит право играть в группе А третьего дивизиона чемпионата мира 2025 года.

## Итоги
Группа A
- Сборная Бельгии перешла в Группу В второго дивизиона.
- Сборная Боснии и Герцеговины вылетела в группу В третьего дивизиона.

Группа B
- Сборная Гонконга перешла в группу А третьего дивизиона.

## Участвующие команды
В чемпионате приняли участие 10 национальных команд — четыре из Азии, три из Европы и по одной из Африки, Австралии и Северной Америки. сборная Бельгии пришла с турнира второго дивизиона 2023 года. Сборная Туркменистана дебютант турнира, остальные — с турнира третьего дивизиона 2023 года.

### Группа A
| Сборная              | Квалификация                                                                  |
| -------------------- | ----------------------------------------------------------------------------- |
| Бельгия              | Заняла 6-е место в группе В второго дивизиона в 2023 году и вылетела оттуда   |
| Исландия             | Заняла 2-е место в группе А третьего дивизиона в 2023 году                    |
| Турция               | Хозяева, заняла 3-е место в группе А третьего дивизиона в 2023 году           |
| Мексика              | Заняла 4-е место в группе А третьего дивизиона в 2023 году                    |
| Босния и Герцеговина | Заняла 5-е место в группе А третьего дивизиона в 2023 году                    |
| Новая Зеландия       | Заняла 1-е место в группе В третьего дивизиона и поднялась оттуда в 2023 году |

### Таблица
|  | Команда, выходящая в группу B второго дивизиона чемпионата мира 2025 года    |
|  | Команда, переходящая в группу B третьего дивизиона чемпионата мира 2025 года |

| М | Сборная              | И | В | ВО | ПО | П | ШЗ | ШП | РШ  | О  |
| - | -------------------- | - | - | -- | -- | - | -- | -- | --- | -- |
| 1 | Бельгия              | 5 | 5 | 0  | 0  | 0 | 33 | 11 | +22 | 15 |
| 2 | Мексика              | 5 | 4 | 0  | 0  | 1 | 24 | 15 | +9  | 12 |
| 3 | Турция               | 4 | 2 | 0  | 0  | 2 | 27 | 13 | +14 | 6  |
| 4 | Исландия             | 5 | 2 | 0  | 0  | 3 | 26 | 19 | +7  | 6  |
| 5 | Новая Зеландия       | 4 | 1 | 0  | 0  | 3 | 15 | 20 | -5  | 3  |
| 6 | Босния и Герцеговина | 5 | 0 | 0  | 0  | 5 | 7  | 54 | -47 | 0  |

### Группа B
| Сборная      | Квалификация                                                        |
| ------------ | ------------------------------------------------------------------- |
| Гонконг      | Заняла 2-е место в группе В третьего дивизиона в 2023 году          |
| Таиланд      | Заняла 3-е место в группе В третьего дивизиона в 2023 году          |
| ЮАР          | Хозяева, заняла 4-е место в группе В третьего дивизиона в 2023 году |
| Туркменистан | Участвует впервые                                                   |

### Таблица
|  | Команда, выходящая в группу A третьего дивизиона чемпионата мира 2025 года |

| М | Сборная      | И | В | ВО | ПО | П | ШЗ | ШП | РШ  | О |
| - | ------------ | - | - | -- | -- | - | -- | -- | --- | - |
| 1 | Гонконг      | 3 | 2 | 0  | 0  | 1 | 20 | 7  | +13 | 6 |
| 2 | Туркменистан | 3 | 2 | 0  | 0  | 1 | 20 | 11 | +9  | 6 |
| 3 | Таиланд      | 3 | 2 | 0  | 0  | 1 | 17 | 10 | +7  | 6 |
| 4 | ЮАР          | 3 | 0 | 0  | 0  | 3 | 5  | 29 | -24 | 0 |